# Kolë Idromeno

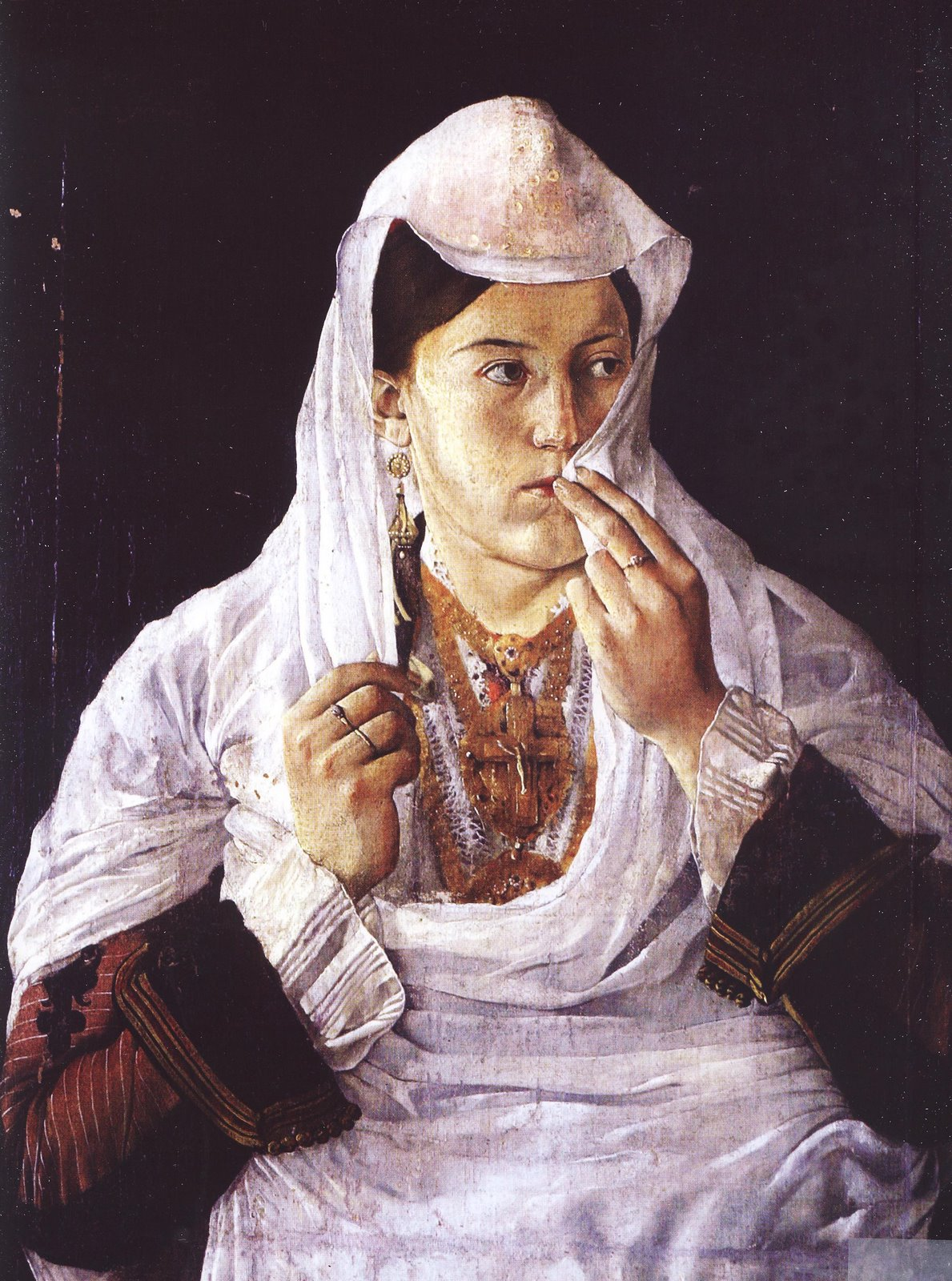
Motra tone, 1883

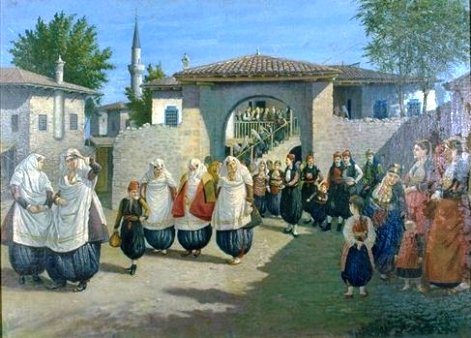
Dasma Shkodrane

Kolë Idromeno właśc. Nikola Arsen Idromeno (ur. 15 sierpnia 1860 w Szkodrze, zm. 12 grudnia 1939 w Tiranie) – albański malarz, fotografik, architekt i muzyk, brat malarza Mouni Klammeno.

## Życiorys
Pochodził z rodziny albańskich emigrantów, wyznania prawosławnego, którzy z greckiej Hydry przenieśli się do Szkodry. Był synem cieśli Arsena André Idromeno. Jako dziecko zaczął praktykę w warsztacie ciesielskim. Z czasem porzucił pracę w warsztacie i uczył się sztuki fotografii pod kierunkiem Pjetëra Marubiego. On też doradził rodzicom, aby wysłać młodego Kolë na studia zagraniczne. W 1875 rozpoczął naukę malarstwa w Akademii Sztuk Pięknych w Wenecji, ale w związku z powstaniem Ligi Prizreńskiej zdecydował się na powrót do kraju. Po powrocie do kraju w 1877 rozpoczął pracę w Studio Marubi w Szkodrze. Fascynował się portretem fotograficznym, uwiecznił większość działających wówczas w Szkodrze grup muzycznych.
Był prawdopodobnie jedynym Albańczykiem, który korespondował z braćmi Lumiere i w 1912 zaprezentował w Szkodrze ich wynalazek – kinematograf.

## Działalność artystyczna
Oprócz fotografii fascynowało go malarstwo, którego uczył się od dzieciństwa. Sławę przyniósł mu namalowany w 1883 portret kobiety, zatytułowany Nasza siostra (alb. Motra tone), nazywany przez albańskich krytyków sztuki „albańską Moną Lisą”.
Pierwszą wystawę jego obrazów otwarto w 1923 w Szkodrze, a w 1931 w Tiranie. Swoje prace prezentował także na wystawach w Wiedniu, Budapeszcie, Rzymie i Bari. W 1939 obraz Wesele w Szkodrze (alb. Dasma Shkodrane) znalazł się na wystawie sztuki europejskiej, otwartej w Nowym Jorku. Ostatnim obrazem, który namalował w swoim życiu był realistyczny Plaku nga Postrriba (Starzec z Postryby).
Zaprojektował szereg budynków publicznych w Szkodrze (w tym budynek Prefektury i pierwszej elektrowni w mieście).
Idromeno był także muzykiem. Od 1878 występował w szkoderskich zespołach amatorskich, grając w nich początkowo na trąbce, a następnie na skrzypcach. Mniej znana jest jego działalność jako scenografa, współpracującego z miejscowymi zespołami teatralnymi.
W 1956, po śmierci artysty, jego dzieła zebrano, poddano renowacji i umieszczono w tirańskiej Narodowej Galerii Sztuki. W 1985 został wyróżniony pośmiertnie tytułem Malarza Ludu (alb. Piktor i Popullit). W 1987 telewizja albańska zrealizowała film dokumentalny o życiu i twórczości Idromeno. W 2012 został uhonorowany tytułem Honorowego Obywatela Szkodry.
Był żonaty (żona Roza Saraçi). Większość dzieł jego autorstwa posiada sygnaturę Nikolla Idromeno. Imię artysty nosi jedna z ulic w Szkodrze, a także gimnazjum w tym mieście.